# 편익
편익(Benefit)은 경제학에서 정책의 비용과 효과를 모두 계량화한 뒤, 정책을 이행하는 데 드는 비용과 그로 인하여 발생하는 편익을 화폐 단위로 환산하고 계산하여 비용과 편익 각각의 현재 가치를 비교하는 편익비용분석(便益費用分析,benefit–cost analysis)에서처럼 편익은 재화나 용역으로부터의 비용(cost)에 대응 및 상응하는 이익의 가치로 효용을 분석하기 위해 계량화한 수치 값이다.

## 같이 보기
- 손익분기점